# 友谊镇 (友谊县)
友谊镇，是中华人民共和国黑龙江省双鸭山市友谊县下辖的一个乡镇级行政单位。

## 行政区划
友谊镇下辖以下地区：
繁荣社区、百兴社区、康乐社区、富强社区和学府社区。